# Zephyranthes macrosiphon
Zephyranthes macrosiphon là một loài thực vật có hoa trong họ Amaryllidaceae, có nguồn gốc từ đông bắc và tây nam Mexico. Loài này được John Gilbert Baker mô tả khoa học đầu tiên năm 1881.